# Bolschoje Selo (Kaliningrad)
Bolschoje Selo (russisch Большое Село, deutsch Unter Eißeln, 1938 bis 1947 Untereißeln) ist ein Ort in der russischen Oblast Kaliningrad. Er gehört zur kommunalen Selbstverwaltungseinheit Stadtkreis Neman im Rajon Neman. 

## Geographische Lage
Bolschoje Selo liegt sieben Kilometer östlich der Kreisstadt Neman (Ragnit) an einer Nebenstraße, die bei Gorino (früher: Garino, bis 1938 Ober Eißeln, 1938 bis 1947 Obereißeln) von der Regionalstraße 27A-025 (ex R508) abzweigt. Eine Bahnanbindung besteht nicht.

## Ortsname
Der heutige Name Bolschoje Selo bedeutet im Russischen Großes Dorf.

## Geschichte
Bolschoje Selo war als Untereißeln vor 1945 das größte Dorf im Kirchspiel der Kirche Groß Lenkeningken. Auch war und ist es ein bedeutender Fremdenverkehrsort an der Memel (russisch: Neman). 
Schon lange vor der Ordenszeit war das Gebiet von Unter Eißeln besiedelt. Unweit der Memel stand auf der höchsten Erhebung des Dorfes, auf dem Pallentschkallnis, eine prußische Kultstätte. Die ersten Siedlungen waren wohl der Ortsteil Aumemel und die Dorfmitte. Die Ortsteile Weide und Trakas (ab 1938 Abbau) wurden erst nach 1870/71 bebaut.
Zwischen 1874 und 1945 war Unter Eißeln in den Amtsbezirk Ober Eißeln (ab 1939 „Amtsbezirk Obereißeln“) eingegliedert. Dieser gehörte bis 1922 zum Kreis Ragnit, danach zum Landkreis Tilsit-Ragnit im Regierungsbezirk Gumbinnen der preußischen Provinz Ostpreußen.
Unter Eißeln war vor 1945 ein Zentrum für Frachtschiffe. Von den 15 Frachtschiffen der Schiffseigentümer vor Ort war die „Vaterland“ von Max Plauschinat in den Westen entkommen und tat hier noch lange Jahre Dienst.
Am 3. Juni – mit amtlicher Bestätigung vom 16. Juli – im Jahre 1938 wurde die Schreibweise des Ortsnamens offiziell in „Untereißeln“ festgelegt.
In Folge des Zweiten Weltkrieges kam der Ort 1945 mit dem nördlichen Ostpreußen zur Sowjetunion. Im Jahre 1947 erhielt das Dorf die russische Bezeichnung Bolschoje Selo und wurde gleichzeitig Sitz eines Dorfsowjets. Von 2008 bis 2016 gehörte der Ort zur städtischen Gemeinde Nemanskoje gorodskoje posselenije und seither zum Stadtkreis Neman.

### Einwohnerentwicklung
| Jahr | Einwohner |
| ---- | --------- |
| 1910 | 1.052     |
| 1933 | 897       |
| 1939 | 885       |
| 2002 | 591       |
| 2010 | 539       |

### Bolschesselski selski Sowet 1947–2008
Der Dorfsowjet Bolschesselski selski Sowet (ru. Большесельский сельский Совет) wurde im Juni 1947 eingerichtet. Sein Verwaltungssitz war zunächst der Ort Bolschoje Selo. Vor 1968 wurde der Sitz des Dorfsowjets an die Hauptstraße nach Garino verlegt. Nach dem Zerfall der Sowjetunion bestand die Verwaltungseinheit als Dorfbezirk Bolschesselski selski okrug (ru. Большесельский сельский округ). Im Jahr 2008 wurden die verbliebenen Orte des Dorfbezirks in die neugebildete städtische Gemeinde Nemanskoje gorodskoje posselenije eingegliedert.
| Ortsname                      | Name bis 1947/50                               | Bemerkungen |
| ----------------------------- | ---------------------------------------------- | --- |
| Barwenkowo (Барвенково)       | Scheidischken, 1938–1945: „Scheiden“           | Der Ort wurde 1950 umbenannt und vor 1975 an den Ort Nikitino angeschlossen.                                                    |
| Bolschoje Selo (Большое Село) | Unter Eißeln                                   | Der Verwaltungssitz bis vor 1968.                                                                                               |
| Druschinino (Дружинино)       | Lepalothen, 1938–1945: „Loten“                 | Der Ort wurde 1950 umbenannt und vor 1975 an den Ort Nikitino angeschlossen.                                                    |
| Dubrawino (Дубравино)         | Palentienen, 1938–1945: „Palen“                | Der Ort wurde 1950 umbenannt.                                                                                                   |
| Garino (Гарино)               | Ober Eißeln                                    | Der Ort wurde 1950 umbenannt und war seit vor 1968 der Verwaltungssitz. Vermutlich etwa 2003 wurde der Ort in Gorino umbenannt. |
| Korobowo (Коробово)           | Karlsberg                                      | Der Ort wurde 1947 umbenannt und vor 1975 an den Ort Garino angeschlossen.                                                      |
| Kostromskoje (Костромское)    | Dirwonuppen, 1938–1945: „Ackerbach“            | Der Ort wurde 1950 umbenannt und vor 1975 an den Ort Tuschino angeschlossen.                                                    |
| Kunzewo (Кунцево)             | Anmemel                                        | Der Ort wurde 1950 umbenannt und vor 1975 an den Ort Bolschoje Selo angeschlossen.                                              |
| Kuprijanowo (Куприяново)      | Jautelischken, 1938–1945: „Tehlen“             | Der Ort wurde 1950 umbenannt und vor 1975 verlassen.                                                                            |
| Kustowo (Кустово)             | Klein Lenkeningken, 1938–1945: „Kleinlenkenau“ | Der Ort wurde 1947 umbenannt.                                                                                                   |
| Lesnoje (Лесное)              | Groß Lenkeningken, 1938–1945: „Großlenkenau“   | Der Ort wurde 1947 umbenannt.                                                                                                   |
| Lugowoje (Луговое)            | Bambe, 1938–1945: „Heidenanger“                | Der Ort wurde 1950 umbenannt und vor 1975 an den Ort Rjadino angeschlossen                                                      |
| Makarowo (Макарово)           | Jucknaten, 1938–1945: „Fuchshöhe“              | Der Ort wurde 1950 umbenannt und vor 1975 an den Ort Nikitino angeschlossen.                                                    |
| Nikitino (Никитино)           | Ickschen, 1938–1945: „Bergdorf“                | Der Ort wurde 1947 umbenannt und vor 1988 verlassen.                                                                            |
| Podgorny (Подгорный)          | Titschken, 1938–1945: „Tischken“               | Der Ort wurde 1947 umbenannt und vor 1988 verlassen. Im Jahr 1997 wurde der Ort als Podgornoje wieder eingerichtet.             |
| Rjadino (Рядино)              | Raudszen/Raudschen, 1938–1945: „Rautengrund“   | Der Ort wurde 1947 umbenannt.                                                                                                   |
| Russino (Русино)              | Lobellen                                       | Der Ort wurde 1950 umbenannt und vor 1975 an den Ort Tuschino angeschlossen.                                                    |
| Schurawljowo (Журавлёво)      | Mattischken, 1938–1945: „Klingsporn“           | Der Ort wurde 1950 umbenannt und vor 1988 an den Ort Garino angeschlossen.                                                      |
| Sosnowka (Сосновка)           | Reisterbruch                                   | Der Ort wurde 1950 umbenannt und vor 1975 verlassen.                                                                            |
| Tschpajewo (Чапаево)          | Tussainen                                      | Der Ort wurde 1950 umbenannt und vor 1975 verlassen.                                                                            |
| Tuschino (Тушино)             | Nettschunen, 1938–1945: „Dammfelde“            | Der Ort wurde 1947 umbenannt.                                                                                                   |
| Wspolje (Всполье)             | Endruhnen, 1938–1945: „Wenderoth“              | Der Ort wurde 1950 umbenannt und vermutlich vor 1975 an den Ort Schurawljowo angeschlossen.                                     |

Der im Jahr 1947 umbenannte Ort Krasnoje Selo (Klapaten/Angerwiese) wurde ebenfalls zunächst in den Bolschesselski selski Sowet eingeordnet, kam dann (vor 1975) aber zum Rakitinski selski Sowet.

## Kirche
Die Bevölkerung in Unter Eißeln oder auch Untereißeln war vor 1945 fast ausnahmslos evangelischer Konfession. Bis zum Jahre 1897 gehörte das Dorf zur Kirche Ragnit, danach zum Kirchspiel der Kirche Groß Lenkeningken (1938 bis 1946: Großlenkenau, heute russisch: Lesnoje). Somit war das Dorf der Diözese Ragnit im Kirchenkreis Tilsit-Ragnit zugehörig, der zur Kirchenprovinz Ostpreußen der Kirche der Altpreußischen Union gehörte.
Heute liegt Bolschoje Selo im weitflächigen Einzugsbereich der neu entstandenen evangelisch-lutherischen Gemeinde in Sabrodino (Lesgewangminnen, 1938 bis 1946 Lesgewangen) in der Propstei Kaliningrad (Königsberg) der Evangelisch-lutherischen Kirche Europäisches Russland.